# Einstein (cràter)

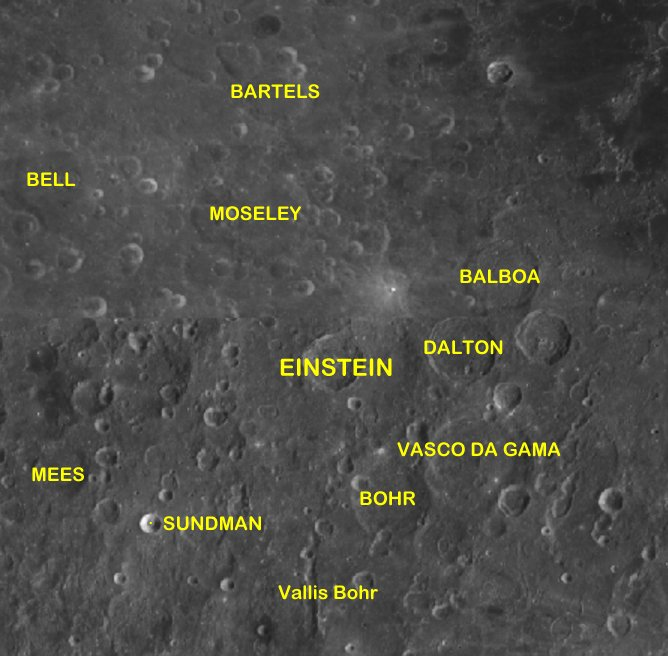
Localització d'Einstein. Fotografia de la missió Lunar Reconnaissance Orbiter

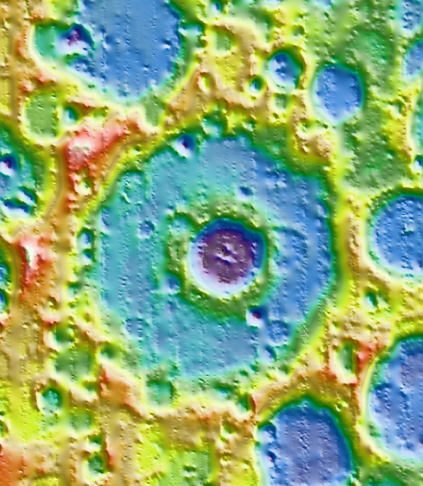
Mapa topogràfic. Les zones altes en vermell, i les baixes en blau.

Einstein és un cràter lunar que es troba a l'extrem occidental de la cara visible de la Lluna, la qual cosa el fa difícil d'observar des de la Terra. La visibilitat d'aquesta formació es veu afectada pels efectes de libració, però fins i tot en les millors condicions no es pot observar amb molt de detall, excepte des de l'òrbita lunar. Es troba prop dels cràters Moseley just al nord, Dalton al llarg de la vora oriental, Vasco da Gamma just al sud-est, i Bohr al sud-sud-est. La formació Vallis Bohr és visible al sud.
La vora externa d'aquesta plana emmurallada ha estat esborrada en gran part per nombrosos impactes petits. Einstein A ocupa el centre del pis interior, un cràter d'impacte amb parets interiors adossades i un pic central. La muralla exterior d'aquest cràter concèntric s'estén per tot el pis interior, i abasta més de la meitat del diàmetre d'Einstein. Diversos cràters més petits també es troben dispersos per la planta, però hi ha seccions superficials relativament planes en la part sud-oest de la planta. Dos petits cràters al costat oest tenen sòls esquerdats. Es creu aquests que són cràters secundaris de l'impacte Orientale al sud.
La creença generalitzada que aquest cràter va ser descobert per Patrick Moore el 1939 és probablement errònia. A mitjan segle XX Hugh Percy Wilkins va designar aquest cràter Caramuel en honor a Juan Caramuel i Lobkowitz. El cràter va ser conegut amb aquest nom no oficial durant algun temps, però aquest nom (igual que gairebé totes les altres designacions de Wilkins) no va ser adoptat per la Unió Astronòmica Internacional. El 1963 E. Whitaker i D. W. G. Arthur van designar aquest cràter com a Einstein en referència a Albert Einstein, i el 1964 aquest nom va ser adoptat per la IAU. El mapa de Wilkins també contenia un cràter anomenat Einstein, però menys notable —Simpelius D.

## Cràters satèl·lit
Per convenció, aquests elements són identificats als mapes lunars posant la lletra al costat del punt mitjà del cràter que està més prop d'Einstein.
|          | \| Einstein \| Coordenades \| Diàmetre \| \| -------- \| -------------------------------------- \| -------- \| \| A \| 16° 41′ N, 88° 15′ O / 16.69°N,88.25°O \| 50 km \| \| R \| 13° 50′ N, 91° 53′ O / 13.83°N,91.88°O \| 20 km \| \| S \| 15° 06′ N, 91° 40′ O / 15.10°N,91.67°O \| 20 km \| |          |
| Einstein | Coordenades | Diàmetre |
| A        | 16° 41′ N, 88° 15′ O / 16.69°N,88.25°O | 50 km    |
| R        | 13° 50′ N, 91° 53′ O / 13.83°N,91.88°O | 20 km    |
| S        | 15° 06′ N, 91° 40′ O / 15.10°N,91.67°O | 20 km    |